# Stadhouderskade 93-94
Het complex Stadhouderskade 93-94 is een woon/winkelhuis dat gelegen is aan de Stadhouderskade, de zuidoever van de Singelgracht in Amsterdam-Zuid, De Pijp.
In 1910 werden deze gebouwen ter huur aangeboden als zijnde "Twee bijzonder gunstig gelegen heerenhuizen, waarvan een met vrij bovenhuis met open plaatsen, tuinen en erven met twee achter deze perceelen gelegen koetshuizen waarvan een met stalling voor acht paarden, het tweede met open plaats, beide met afzonderlijk verhuurd wordende bovenwoningen en erven aan de Jacob van Campenstraat 131 en 133, te zamen groot zeven aren en 94 centiaren". In de advertentie werd gesteld dat het geheel zeer geschikt was ten behoeve van de vestiging van een autogarage. Deze advertentie trok de aandacht van autohandelaar M. van Genderingen (Kampen, 1869 - Amsterdam, 1928), die er zijn Opelvertegenwoordiging voorzette die eerder aan Stadhouderskade 29 was gevestigd. Vanaf 1912 exploiteerde hij hier zijn garagebedrijf. 
Anno 2016 is het pand met een haast roze kleur opvallend licht tussen de andere panden. Het geheel zal bij de bouw symmetrisch zijn geweest, met twee grote en kleine erkers op respectievelijk eerste en tweede verdieping. Twee gevelstenen boven de tweede etage laten iets van de gebruiksgeschiedenis van het pand zien, gevleugelde wielen die eveneens symmetrisch zijn geplaatst. Zij dateren uit de tijd 1912-1928. 
Gebruikers van de gebouwen waren of zijn:
- 1908: Manders en van der Berg, filiaal voor Koninklijke Nederlandsche Maatschappij tot exploitatie van petroleumbronnen in Nederlandsch-Indië, voorloper van Shell, met benzinepompen
- 1912: M van Gendringen: Opel, Hotchkiss, Durant en in 1928 ook Auburn
- H.C.L. Sieberg nam Van Genderingen over
- 1930-1938: Internationale Automobiel-Centrale K. Landeweer, vertegenwoordiging Cadillac en Oldsmobile
- 1980: Overdekte Albert Cuypmarkt
- Carpetland
- 2014: EkoPlaza
- 2017: Jumbo supermarkten
- 2023: Bever winkelketen

Oost ·
160 ·
158 ·
157 ·
156 ·
155 ·
151-154 ·
149-150 ·
145-146 ·
142-144 ·
140-141 ·
137-139 ·
135-136 ·
130-134 ·
129 ·
128 ·
125-127 ·
123-124 ·
116-122 ·
115 ·
110-113 ·
100-101 ·
97 ·
95-96 ·
93-94 ·
92 ·
91 ·
89-90 ·
87-88 ·
86 ·
85 ·
84 ·
82-83 ·
78-79 ·
77 ·
Heineken Brouwerij ·
74 ·
72-73 ·
69-70 ·
68 ·
67 ·
65-66 ·
64 ·
62-63 ·
60-60a ·
58-59 ·
56-57 ·
Willemshuis ·
Van Nispenhuis ·
Kapel van Sint Josephs Gezellen-Vereeniging ·
54 ·
52-53 ·
47-49 ·
Carel Willinkplantsoen ·
Polderhuis ·
Ruysdaelkade 2-4 ·
Judith Leysterbrug ·
42 (Rijksmuseum) ·
40-41 ·
31-35 ·
30 ·
29 ·
Park Centraal Amsterdam ·
Stedemaagd (Vondelpark) ·
Byzantium ·
Koepelkerk ·
12 (Marriott) ·
Persilhuis ·
7 ·
5 ·
3 ·
1 ·
West